# Maria Adela Constantin
Maria Adela Constantin (Bucarest, 28 agosto 1991) è una bobbista rumena, gareggia per la Germania a partire dal 2019.
È sorella di Ana, bobbista e atleta a sua volta.

## Biografia
Proveniente dall'atletica leggera, dove gareggiava nelle discipline veloci, Maria Adela Constantin compete nel bob dal 2011 come pilota per la squadra nazionale rumena, debuttando in Coppa Europa nella 2011/12; vinse poi la classifica generale del circuito europeo nel 2014/15.
Esordì in Coppa del Mondo il 5 gennaio 2014 a Winterberg, quinta tappa della stagione 2013/14, dove si piazzò al diciannovesimo posto nel bob a due. È tra le poche atlete nella storia del bob ad aver pilotato un equipaggio di bob a quattro tutto al femminile in Coppa del Mondo, avendo disputato in totale due gare e avendo raggiunto il ventiquattresimo posto a Schönau am Königssee il 21 gennaio 2018. Detiene quale miglior piazzamento in classifica generale il nono posto nel bob a due, ottenuto nel 2015/16, e il trentatreesimo nel bob a quattro, raggiunto nel 2017/18.
Ha partecipato a due edizioni dei Giochi olimpici invernali gareggiando per la Romania: a Soči 2014 si piazzò al diciassettesimo posto nel bob a due, mentre a Pyeongchang 2018 fu quindicesima nella stessa specialità.
Ha inoltre preso parte a tre edizioni dei campionati mondiali, vincendo la medaglia di bronzo nella competizione a squadre a Schönau am Königssee 2017, gareggiando in coppia con Andreea Grecu nella frazione del bob a due femminile e non rappresentando la Romania ma un team internazionale formato da atleti appartenenti a diversi paesi; nel bob a due detiene quale miglior risultato il nono posto ottenuto a Winterberg 2015. 
Agli europei ha totalizzato come miglior piazzamento il nono posto nel bob a due, ottenuto sia a Sankt Moritz 2016 che a Winterberg 2017.
Dall'inverno del 2019 gareggia per la Germania.

## Palmarès

### Mondiali
- 1 medaglia:
  - 1 bronzo (gara a squadre a Schönau am Königssee 2017).

### Coppa del Mondo
- Miglior piazzamento in classifica generale nel bob a due: 9ª nel 2015/16.
- Miglior piazzamento in classifica generale nel bob a quattro[1]: 33ª nel 2017/18.

### Circuiti minori

#### Coppa Europa
- Vincitrice della classifica generale nel bob a due nel 2014/15
- 6 podi (tutti nel bob a due):
  - 1 secondo posto;
  - 5 terzi posti.

#### Coppa Nordamericana
- Miglior piazzamento in classifica generale nel bob a due: 15ª nel 2016/17.